# Арбанаси (Далмация)
Вижте пояснителната страница за други значения на Арбанаси.
Арбанаси е названието на албанците от гегската група, които се разселват по адриатическото крайбрежие на Далмация в днешна Хърватия. През Средновековието българите също са използвали за албанците наименованието „арбанаси“, а Албания са наричали „Арбанашка земя“.
Заселването на арбанаси в Далмация и по-конкретно в областта около Задар става на две вълни в началото на 18 век. Първите поселения са отбелязани през 1726 и 1727 г., когато пристигат 56 души самостоятелно, а малко по-късно още 26 семейства. Впоследствие през 1733 г. идват нови 28 семейства и към тях отделни лица без семействата си  Тези албанци произхождат от клана Кастриоти от района на Шкодренското езеро, както и от Бар и Улцин в Черна гора.
Причините за миграцията на албанците се коренят в османското владичество по земите, откъдето арбанасите бягат. За да се спасят, те се заселват по далматинското крайбрежие, което по това време е владение на Венецианската република.
След Втората световна война голяма част от арбанасите се изселва в Италия.

## Селища
Арбанаси е името и на квартал на Задар, както и на село в Горнооряховско, България.